# 2008SNA
2008SNAは2009年に国際連合で合意された国民経済計算の最新の国際基準のこと。日本では2016年より使用されている。以前の93SNAが策定された際からの経済状況の変化等を踏まえ、広範な事項について変更がなされた。
2008SNAへの変更点は63項目あり、大きく(1)固定資本形成、実物ストック、(2)金融、(3)グローバル化、(4)一般政府と公的部門に分類することができる。
日本では、内閣府経済社会総合研究所の国民経済計算部において、国連の国際基準に則り国民経済計算（日本の SNA という意味でJSNAと呼ぶ）を作成している。従前、JSNAが準拠してきた国際基準は、1993年に国連で採択された「1993SNA」であり、平成12年以降採用されてきたが、平成 28年末に実施された「平成 23 年基準改定（JSNAは、「産業連関表」や「国勢統計」など、約5年に一度に作成・公表される詳細かつ大規模な基礎統計を取り込み、過去の計数全体を再推計・改定する「基準改定」と呼ばれる作業 を約５年おきの周期で実施している。）」に際し、各種基礎統計の反映や推計手法の見直し等に加えて、 最新の国際基準であり、平成 21 年2月に国連で採択された、この「2008SNA」に対応することとなった。JSNAの準拠する国際基準が変更されたのは実に約16年ぶりであり、これにより企業の生産活動における役割の高まっている研究・開発（R&D）支出がGDPの構成要素である投資（総固定資本形成）に記録されるようになるなど、より経済の実態が包括的に捉えられるようになり、GDPに計上される範囲をはじめ、 JSNAの見方・使い方は大きく変化することとなった。

## 参照
1. ↑  統計の沿革 - 内閣府